# Carneau (fumisterie)
Pour les articles homonymes, voir Carneau.
En fumisterie, un carneau est un conduit, généralement horizontal, reliant un ou plusieurs conduits de raccordement de chaudière à un conduit d'évacuation de fumées.
Les fumistes, les fabricants de four et de céramique réfractaire désignent aussi par ce terme, par extension, des espaces dans les fours industriels (fours à ciment, à chaux, etc.) permettant de récupérer des gaz chauds et de les réintroduire dans d'autres parties du four, et qui peuvent avoir des géométries complexes[réf. incomplète], comme le double anneau des fours Maerz.